# Poções (Bahia)
Poções est une municipalité brésilienne de l'État de Bahia et la microrégion de Vitória da Conquista.

## Histoire
Aux alentours de 1732, la région est explorée par des chercheurs d'or, notamment par André da Rocha Pinto (pt),. La région continue par la suite d'être colonisée par la famille de João Gonçalves da Costa, qui y fait notamment construire une chapelle entre 1830 et 1842,. En 1880, la municipalité de Poções est officiellement créée.